# Premio Alinovi Daolio
Il Premio Alinovi Daolio è un riconoscimento italiano conferito a figure che si sono distinte nel campo dell’arte contemporanea basando la propria ricerca sulla interdisciplinarità e sulla contaminazione dei linguaggi espressivi. Nato nel 1986 come Premio Francesca Alinovi (noto anche come Premio Alinovi) per commemorare la figura di Francesca Alinovi, critico d’arte e ricercatrice presso il DAMS di Bologna, dal 2013 il riconoscimento è stato denominato Premio Alinovi Daolio, associando il ricordo di Roberto Daolio, critico d’arte e uno tra i fondatori del Premio, nell’anno stesso della morte di quest’ultimo.

## Il premio
Il premio non costituisce un riconoscimento in denaro ma è basato sulla donazione di un’opera che il vincitore di ogni edizione consegna al successivo. Dalla sua istituzione, assecondando la predisposizione di Francesca Alinovi verso l’indagine di linguaggi ibridi e pionieristici nel campo delle arti, il riconoscimento viene attribuito a figure che nel contemporaneo abbiano messo in luce caratteristiche di sperimentazione, internazionalità e interesse verso l’interdisciplinarità dei linguaggi espressivi. In questi termini, il Premio è stato conferito ad artisti contemporanei che hanno saputo sperimentare linguaggi multiformi tracciando nuovi percorsi artistici attraverso letteratura, teatro, design, moda, architettura e i più vari ambiti disciplinari.
Per tradizione la proclamazione del vincitore del Premio Alinovi Daolio avviene in due sedi. A Bologna fino al 2004 presso la GAM - Galleria d'arte moderna di Bologna e a partire dal 2005 ad anni alterni presso l’Aula Magna del Dipartimento delle Arti dell’Università di Bologna e presso l’Aula Magna dell'Accademia di belle arti di Bologna, avviene una presentazione e un approfondimento critico sull'opera del vincitore e su temi trasversali nell'ambito della ricerca artistica e curatoriale contemporanea. A Milano presso il Piccolo Teatro di Milano nella sede intitolata a Paolo Grassi avviene la proclamazione del vincitore del Premio Alinovi Daolio durante la cerimonia di consegna del Premio Ubu, con inclusione nel Patalogo per volontà di Franco Quadri, già membro del comitato di assegnazione del premio.

## Storia
A seguito della tragica scomparsa di Francesca Alinovi, avvenuta il 12 giugno 1983, gli Amici di Francesca Alinovi, ovvero Renato Barilli e Roberto Daolio con Franco Quadri, Alessandro Mendini, Loredana Parmesani, istituiscono nel 1986 il Premio Francesca Alinovi (noto come Premio Alinovi).
Dal 12 dicembre 2000 al 7 gennaio 2001 presso lo Spazio Aperto della GAM di Bologna è stata organizzata una mostra che ha ripercorso la storia dei primi quindici anni dell’allora Premio Alinovi, presentando opere dei vincitori del Premio negli anni dal 1986 al 2000.
Dal 2011, dopo la morte di Franco Quadri, gli Amici di Francesca Alinovi vedono subentrare Jacopo Quadri, figlio del critico teatrale scomparso.
Dal 2013, dopo ventisette edizioni, il Premio muta il suo nome in Premio Alinovi Daolio nel ribadire lo stretto rapporto di affinità intellettuale tra Francesca Alinovi e Roberto Daolio. Nel comitato del Premio il posto di Daolio, prematuramente scomparso, viene occupato da Claudio Marra, vicedirettore del Dipartimento delle Arti dell’Alma Mater Studiorum di Bologna.
Nel 2013 il primo artista a ricevere il Premio con la nuova intitolazione è Maurizio Cattelan. Il 25 ottobre 2013, in occasione della consegna del Premio Alinovi Daolio, Maurizio Cattelan diserta la cerimonia presso l’Accademia di Belle Arti di Bologna inviando in sua vece il duo comico protagonista della sitcom I soliti idioti, che in abito clericale dà vita ad uno sketch, attirando l'interesse del mondo della cultura e della stampa nazionale.
Nel 2019 con la morte dell’architetto e designer Alessandro Mendini, il comitato del Premio Alinovi Daolio acquisisce come nuovo membro Fulvio Irace, architetto e docente di Storia dell’Architettura presso il Politecnico di Milano.
Nel 2020, a causa della pandemia di COVID-19 il premio non viene assegnato, lasciando come vincitore in carica Devis Venturelli premiato nel 2019.
Nel dicembre 2020 viene pubblicato dalla rivista Exibart uno speciale sui premi d'arte contemporanea in Italia, annoverando il Premio Alinovi Daolio fra i Premi ad invito e dedicandogli una sezione in cui ne viene riportata la storia.

## Vincitori
- 1986 Luigi Ontani
- 1987 Socìetas Raffaello Sanzio
- 1988 Denis Santachiara
- 1989 Aldo Spoldi
- 1990 Piero Gilardi
- 1991 Corrado Levi
- 1992 Andrea Taddei
- 1993 Marcello Jori
- 1994 Premiata Ditta
- 1995 Studio Azzurro
- 1996 Cuoghi Corsello
- 1997 Eva Marisaldi
- 1998 Cesare Viel
- 1999 Cesare Pietroiusti
- 2000 Luca Vitone
- 2001 Antonio Marras
- 2002 Masque Teatro
- 2003 Sissi
- 2004 Alessandra Tesi
- 2005 Gianni Caravaggio
- 2006 Loris Cecchini
- 2007 Rezzamastrella
- 2008 Enrica Borghi
- 2009 Perino & Vele
- 2010 Gabriele Picco
- 2011 Anna Galtarossa
- 2012 Davide Bertocchi
- 2013 Maurizio Cattelan
- 2014 Nanni Balestrini
- 2015 Bruno Benuzzi
- 2016 Luigi Mainolfi
- 2017 Nino Migliori
- 2018 to/let
- 2019/2020 Devis Venturelli

- 2021 Roberto Cuoghi

- 2022 Sabrina Mezzaqui

- 2023 Alessandro Roma